# Nelson-Atkins Museum of Art
Nelson-Atkins Museum of Art är ett konstmuseum i Kansas City i Missouri i USA, känt för sin stora samling av asiatisk konst.

## Historik

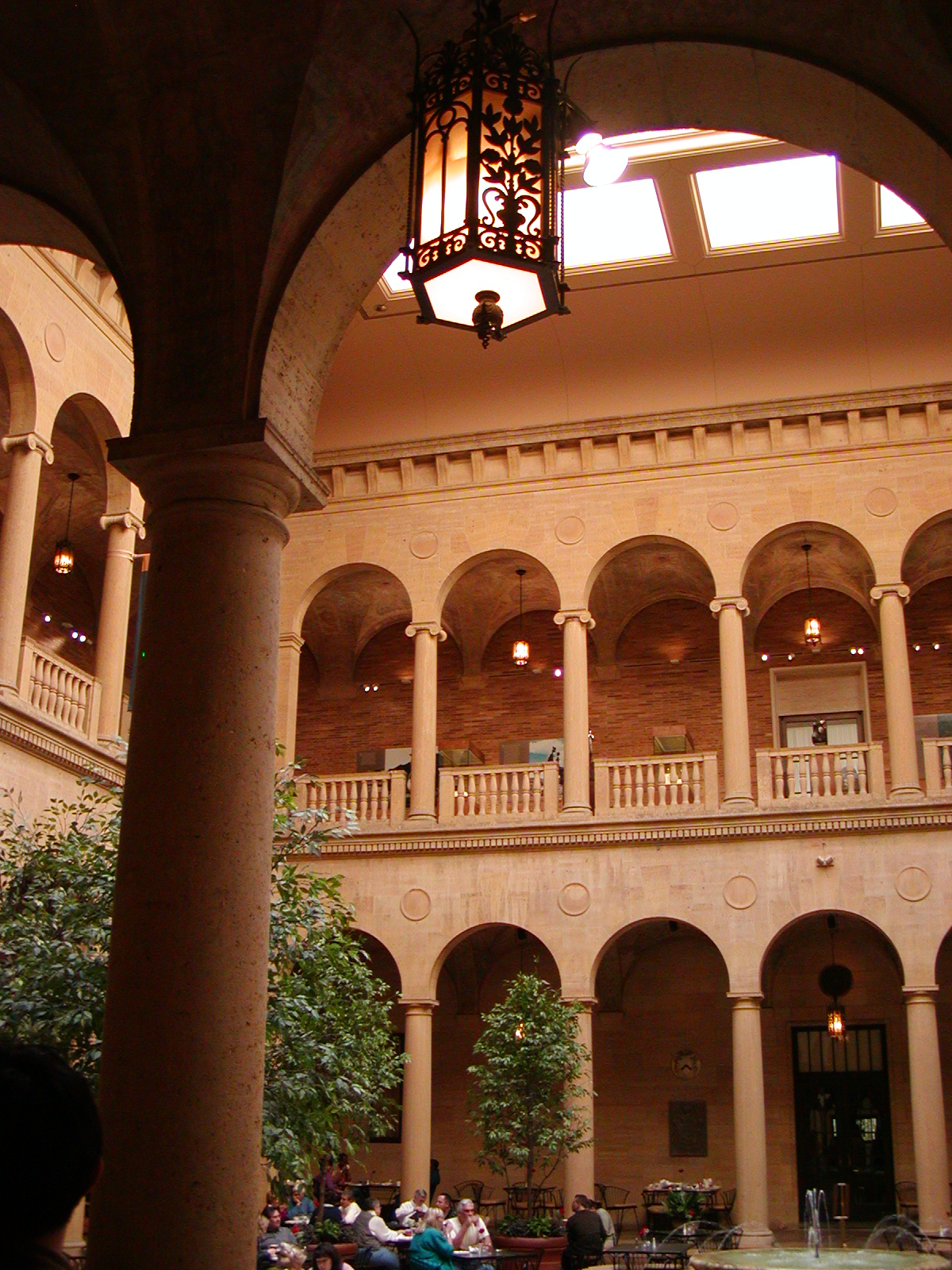
Museikaféet.

Museet byggdes på fastigheten Oak Hall, vilken var bostad för William Rockhill Nelson, publicist och ägare till dagstidningen Kansas City Star.. Nelson dog 1915 och han hade i sitt  testamente föreskrivit att hela hans förmögenhet, efter hustruns och dotterns död, skulle användas för inköp av konst för att förevisas allmänheten. Vid ungefär samma tid hade Mary Atkins, en tidigare skollärare och änka till fastighetsmagnaten James Burris Atkins, donerat 300.000 dollar för ett nytt konstmuseum. Från början planerades ett konstmuseum för var och en av donationerna , men så småningom beslöts om ett enda större konstmuseum för Nelsons och Atkins donationer och för andra mindre donationer. 
Huvudbyggnaden i klassisistisk stil med sex våningar ritades av Wight and Wight, ett arkitektkontor i Kansas City. Byggnationen påbörjades 1930 och museet invigdes i december 1933. På utsidan finns 23 friser i kalksten av Charles Keck, vilka illustrerar USA:s expansion från östkusten västerut.
Genom att Nelson lämnat sin donation i form av pengar snarare än som en konstsamling, kunde museet bygga upp en kollektion från grunden vid en tidpunkt under 1930-talsdepressionen när utbudet av konst till låga priset var ovanligt stort och efterfrågan liten. Nelson-Aktinsmuseet blev därmed på kort tid ett av USA:s största och mest betydande konstmuseer. 
År 1999 invigdes Bloch Building, en fristående tillbyggnad, ritad av Steven Holl.

## Samlingar

### Europeisk konst

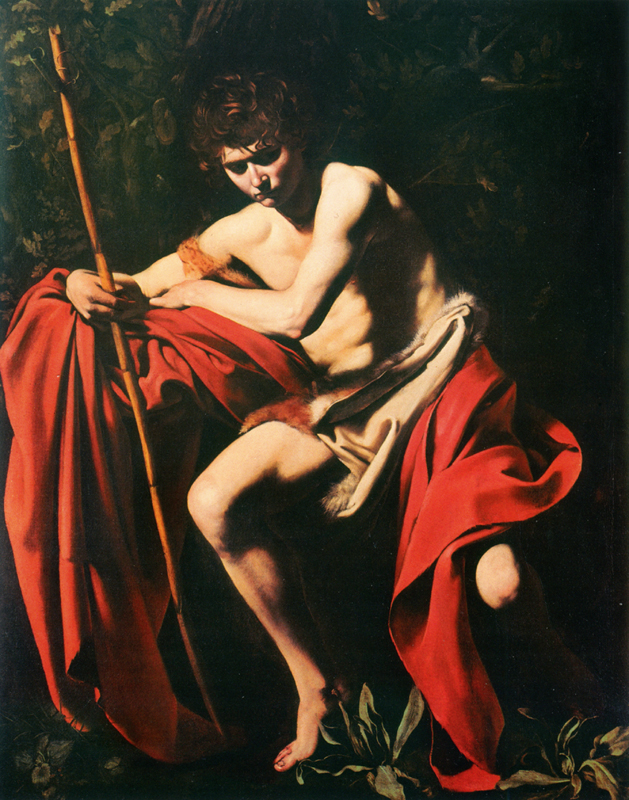
Johannes Döparen i öknen av Caravaggio.

I museets samling av europeisk konst finns verk av bland annat Caravaggio, Jean-Baptiste-Siméon Chardin, Petrus Christus, El Greco, Guercino, Alessandro Magnasco, Giuseppe Bazzani, Corrado Giaquinto, Cavaliere d'Arpino, Gaspare Traversi, Giuliano Bugiardini, Titian, Rembrandt, Peter Paul Rubens och impressionister som  Gustave Caillebotte, Edgar Degas, Claude Monet och Vincent van Gogh.
Det finns också en fin samling av verk från sen medeltid och tidig italiensk renässans med målningar av Jacopo Dei Casentino (Jesus presenteraas i templet), Giovanni Di Paolo och hans verkstad samt Bernardo Dsddi och hans verkstad och Lorenzo Monaco.

### Asiatisk konst
Museet är känt för sin stora samling asiatisk konst, särskilt kinesisk konst. Till större del köptes denna in i Kina under tidigt 1900-tal av konsthistorikern Laurence Sickman. Museet har också en stor samling antika kinesiska möbler.

### Amerikansk konst
Av amerikansk konst har museet den största samling som finns av Kansas City-konstnären Thomas Hart Benton. I samlingen finns också centrala verk av John Singleton Copley, Thomas Eakins, Winslow Homer och John Singer Sargent.

### Fotografi
Sedan 2006 finns i museet en större samling huvudsakligen amerikanska fotografier från 1839 och framåt, Hallmark Photographic Collection, som donerats av entreprenören Donald J. Hall, Sr (Hallmark Cards).

### Kansas City Sculpture Park
I museiparken och på den stora gräsmattan framför huvudbyggnaden finns en stor samling verk av Henry Moore och verk av bland andra Alexander Calder, Auguste Rodin, George Segal och Mark di Suvero. Där finns också installationen Shuttlecocks med fyra gigantiska badmintonbollar av Claes Oldenburg och Coosje van Bruggen.